# Râul Frăsinet, Teslui
Râul Frăsinet este un curs de apă, afluent al râului Teslui. 